# Carl Vogt

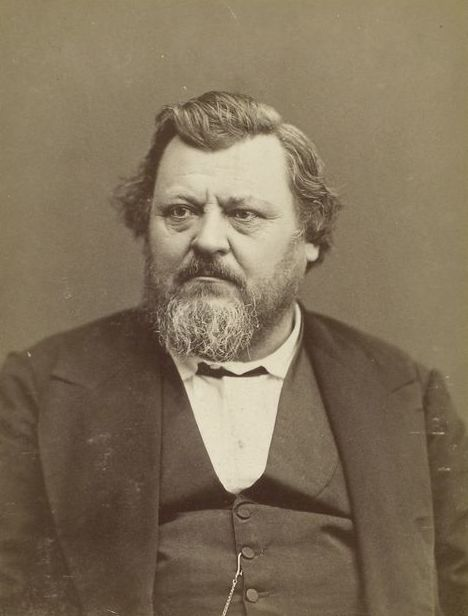

August Christoph Carl Vogt (Gießen, 5 juli 1817 – Genève, 5 mei 1895) was een Duitse wetenschapper, wetenschapscommunicator, filosoof en politicus die naar Zwitserland emigreerde. Vogt publiceerde een aantal opmerkelijke werken over zoölogie, geologie en fysiologie. Een groot deel van zijn leven was hij bezig met politiek, in het Duitse parlement van Frankfurt tijdens de Revolutie van 1848/49 en later in Zwitserland.
In 1847 werd hij hoogleraar zoölogie aan de Universiteit van Gießen, in 1852 werd hij hoogleraar geologie en later ook zoölogie aan de Universiteit van Genève. Zijn eerdere publicaties gingen over zoölogie. Hij hield zich bezig met amfibieën (1839), reptielen (1840), weekdieren en schaaldieren (1845) en meer in het algemeen met de ongewervelde fauna van de Middellandse Zee (1854). In 1842, tijdens zijn samenwerking met Louis Agassiz, ontdekte hij het mechanisme van apoptose, geprogrammeerde celdood, terwijl hij de ontwikkeling van het kikkervisje van de vroedmeesterpad (Alytes obstetricans) bestudeerde. Charles Darwin noemt Vogts steun voor de evolutietheorie in de inleiding van zijn boek De afstamming van de mens (1871).